# Зоряний шлях: Анімаційний серіал
«Зоряний шлях: Анімаційний серіал» (англ. Star Trek: The Animated Series) — науково-фантастичний анімаційний серіал, що базується на телевізійному серіалі «Зоряний шлях: Оригінальний серіал» і входить в епопею «Зоряного шляху». Створений компанією Filmation і складається з двох сезонів загальною кількостю — 22 епізоди, що транслювалися в 1973-74 роках. Серіал демонструвався каналом NBC, а пізніше — каналами Nickelodeon і Sci-Fi Channel. Завдяки анімації в ньому зображається більше трюків, істот, яких було неможливо зобразити з живими акторами.
Спочатку мультсеріал виходив під назвою «Зоряний шлях» (англ. Star Trek) або «Анімаційні пригоди „Зоряного шляху“ Джина Родденберрі» (англ. The Animated Adventures of Gene Roddenberry’s Star Trek's), але згодом був офіційно перейменований на «Зоряний шлях: Анімаційний серіал».

## Сюжет
«Анімаційний серіал» є сюжетним продовженням телевізійного серіалу «Зоряний шлях: Оригінальний серіал» і оповідає про останній рік п'ятирічної дослідницької місії зорельота «Ентерпрайз NCC-1701» (англ. USS Enterprise NCC-1701) під командуванням капітана Кірка.
Попри те, що мультиплікаційна версія мала певні відмінності від оригінального серіалу, вона фактично довела «Оригінальний серіал» до логічного завершення.

## Основні персонажі

Ухура, Спок, Скотт, Арекс, Кірк, М'Ресс, Сулу, МакКой, і Чапел

Для озвучування героїв «анімаційного серіалу» були запрошені всі актори серіалу «Зоряний шлях: Оригінальний серіал», за винятком Волтера Кенінга (Павло Чехов в «Оригінальному серіалі»):
| Персонаж                  | Актор озвучення | Біологічний вид               | Звання/посада               |
| ------------------------- | --------------- | ----------------------------- | --------------------------- |
| Джеймс Тиберій Кірк       | Вільям Шатнер   | людина                        | капітан                     |
| Спок                      | Леонард Німой   | напів-вулканець, напів-людина | науковий офіцер             |
| Леонард «Боунз» Маккой    | Дефорест Келлі  | людина                        | корабельний лікар           |
| Монтгомері «Скотті» Скотт | Джеймс Духан    | людина                        | інженер                     |
| Арекс                     | Джеймс Духан    | ендосіанець                   | лейтенант                   |
| Ухура                     | Нішель Нікольс  | людина                        | лейтенант                   |
| Хікару Сулу               | Джордж Такеі    | людина                        | офіцер наукового відділення |
| Крістін Чапел             | Мажел Баррет    | людина                        | медсестра                   |
| М'Ресс                    | Мажел Баррет    | кайтіанка                     | лейтенант                   |

## Сезони
| Сезон | Епізоди | Епізоди | Оригінальний показ | Оригінальний показ |
| Сезон | Епізоди | Епізоди | Перший показ       | Останній показ     |
| ----- | ------- | ------- | ------------------ | ------------------ |
| 1     | 16      | 16      | 8 вересня 1973     | 12 січня 1974      |
| 2     | 6       | 6       | 7 вересня 1974     | 12 жовтня 1974     |